# Boulange
Boulange település Franciaországban, Moselle megyében. Lakosainak száma 2431 fő (2022. január 1.). Boulange Aumetz, Beuvillers, Sancy, Fontoy, Havange és Tressange községekkel határos.

## Népesség
A település népességének változása:
| Lakosok száma | 2196 | 1839 | 1757 | 2205 | 2512 | 2501 | 2494 | 2476 | 2469 | 2431 |
|               | 1968 | 1982 | 1990 | 2006 | 2013 | 2015 | 2017 | 2019 | 2020 | 2022 |